# Битва за Шорт-Стрэнд
Битва за Шорт-Стрэнд (англ. Battle of Short Strand), также известная как Битва за церковь Святого Матфея (англ. Battle of St Matthew's Church) — вооружённая стычка, произошедшая ночью с 27 на 28 июня 1970 года между силами временного крыла Ирландской республиканской армии и ольстерскими лоялистами в белфастском квартале Шорт-Стрэнд, католическом анклаве в протестантской части города. Квартал был печально знаменит тем, что в разгар маршей Оранжевого ордена там возникали межэтнические конфликты. Перестрелка продлилась пять часов и закончилась с рассветом, когда лоялисты ушли. Британские армейские и полицейские части не вмешивались в конфликт.
В битве были убиты трое человек и не менее 26 были ранены, ещё трое человек были застрелены в Северном Белфасте. ИРА сообщила о своей победе над наступавшими «вооружёнными бандами лоялистов», а лоялисты заявляли, что ИРА попросту заманила их в ловушку. Эта перестрелка стала первой крупной стычкой между католиками и протестантами с участием Временной ИРА.

## Предыстория

### Беспорядки
В августе 1969 года прокатившиеся по Северной Ирландии беспорядки ознаменовали начало долгого межэтнического и межконфессионального конфликта в Северной Ирландии. В Белфасте друг против друга начали сходиться представители католической общины Северной Ирландии, придерживавшиеся идеологии ирландского национализма, и протестанты-сторонники ольстерского лоялизма, причём последних де-факто поддерживала Королевская полиция Ольстера. Католики обвиняли протестантов в погромах католических кварталов, а протестанты обвиняли католиков в поддержке ирландских террористов, которыми они считали Ирландскую республиканскую армию. В ходе погромов сгорели сотни домов и предприятий, принадлежавших католикам, и более тысячи католических семей вынуждены были бежать. Существовавшие ячейки Ирландской республиканской армии не могли обеспечить безопасность католических районов из-за нехватки оружия и личного состава. Беспорядки удалось временно погасить после ввода британских войск. В декабре 1969 года из-за идеологических разногласий ИРА раскололась на «официальное» и «временное» крылья, и обязанности по защите католиков на себя взяли «временные».
Шорт-Стрэнд был оплотом ирландских националистов и католическим анклавом в Восточном Белфасте — части города, населённой протестантами и ольстерскими юнионистами соответственно. В начале конфликта там проживало около 6 тысяч католиков и 60 тысяч протестантов.

### Накануне перестрелки
В субботу 27 июня 1970 года состоялся парад Оранжевого ордена в Западном Белфасте с участием лоялистских оркестров и группировок со всего Белфаста. Когда по улице Спрингфилд-роуд в католическом районе Белфаста на пути к Уайтрок-Орандж-Холл прошли протестанты, завязалась потасовка. Швыряясь зажигательными бомбами, обе стороны спалили булочную, а вскоре Британская армия разогнала протестующих, распылив слезоточивый газ. После этих стычек по всему Белфасту прокатилась волна насилия.
На севере Белфаста ольстерские лоялисты маршем прошли по Крамлин-роуд — границе между католическим кварталом Эрдойн и протестантским Шенкилл-Роуд. Согласно королевской британской прокуратуре, со стороны Эрдойна в марширующих граждане швырялись бутылками и камнями, а позже дело дошло до перестрелки, к которой, по словам лидера партии «Шинн Фейн» Джерри Адамса, ИРА была готова. В ходе перестрелки были убиты трое протестантов — 28-летний Уильям Кинкейд, 32-летний Дэниел Лафинс и 18-летний Александр Гулд — и ранен петти-офицер КВМС Великобритании, получивший ранение челюсти. Ещё в начале июня британские войска вынуждены были добиться отмены марша Оранжевого ордена по Эрдойну, что привело к массовым беспорядкам в Шенкилле, населённом протестантами.
В восточной части Белфаста парад Оранжевого ордена прошёл по Ньютаунардс-роуд. В конце дороги находился католический анклав Шорт-Стрэнд, где и произошла перестрелка. Обе стороны спорят по поводу того, что послужило непосредственным поводом для стычки.

## Битва

### Противники
Вечером 27 июня около католической церкви Святого Матфея маршем прошёл лоялистский оркестр и участники Оранжевого ордена, возвращавшиеся с парада. Они столкнулись с католиками, и обе стороны стали швыряться друг в друга камнями. Вскоре прогремели первые выстрелы. Местные католики испугались того, что собравшиеся толпы лоялистов ворвутся в Шорт-Стрэнд и сожгут дома живших там католиков. Чтобы предотвратить это, члены ИРА разобрали из тайников оружие для защиты своих единоверцев. Местный житель Джим Гибни рассказывал:

Я видел, как мои соседи и знакомые шли по улице с ружьями наперевес. Я был потрясён этим, поскольку подобного я в жизни не видел.
Оригинальный текст (англ.)I saw neighbours, people I knew, coming down the street carrying rifles. I was just dumbstruck by this experience. I'd never seen such a thing before.

Около 10 часов вечера началась перестрелка, длившаяся порядка 5 часов. Лоялисты пошли на штурм церкви, начав кидаться коктейлями Молотова и прочими зажигательными снарядами, и в ходе этого нападения были сожжены дом пономаря, проживавшего там со своей семьёй, и близлежащий католический паб, который был ещё и разграблен.
Небольшой отряд членов ИРА и Гражданского комитета обороны (англ. Citizens' Defence Committee) заняли позиции около церкви и на улицах, пересекавших Шорт-Стрэнд. В распоряжении ИРА были карабины M1 Carbine; во главе ирландцев стояли лидер Белфастской бригады ИРА Билли Макки и командир 3-го батальона Белфастской бригады ИРА Билли Келли. По лоялистам, часть которых заняла крыши близлежащих домов, открыли огонь ирландские повстанцы. Лоялист Джим Мэджи видел раненых и попросил о помощи Королевскую полицию Ольстера, однако получил грубый отказ, после чего со своим ружьём отправился на Фрэйзер-стрит, откуда и вёл ответный огонь.

### Вмешательство извне
В зону сражения были переброшены силы безопасности, однако они не вмешивались в ход битвы вплоть до её окончания. Депутат парламента Северной Ирландии Падди Кеннеди отправился с жителями Шорт-Стрэнда в участок Королевской полиции Ольстера сразу же после перестрелки и потребовал от полиции обеспечить безопасность католиков. Через реку Лаган стали переправляться другие члены ИРА, которые стали готовиться к возможному переходу в Шорт-Стрэнд. Британская бронетехника перекрыла подходы к Шорт-Стрэнду, что исключило возможность подхода подкреплений со стороны ИРА, но сами британцы ни по кому не стреляли, поскольку невозможно было понять из-за запутанной ситуации, по кому нужно открывать огонь. Полковник Майк Дьюэр сказал:

Этот инцидент всё-таки произошёл, поскольку армию буквально растянули в ту ночь по всему Белфасту. Одного лишнего батальона из Западного Белфаста не хватило бы, чтобы пройти в Шорт-Стрэнд сквозь толпы буянящих протестантов.
Оригинальный текст (англ.)The whole incident had taken its course because the Army was so chronically overstretched that night in Belfast. The one spare platoon in the whole of west Belfast was not able to get through rioting Protestants to the Short Strand

Журналист Тони Джерати писал, что иногда перестрелка была настолько вялой, что рядом мог беспрепятственно проехать БТР типа «Хамбер Пиг». Питер Тейлор объяснял невмешательство британцев в битву следующим образом:

Стрельба усилилась, но солдаты всё ещё отказывались вмешаться и разнять обе враждующие стороны — то ли они чувствовали, что уступают по числу, то ли не хотели попасть в самое пекло стычки на межрелигиозной ненависти, происходившей в темноте при стрельбе с обеих сторон.
Оригинальный текст (англ.)The shooting intensified but the soldiers still declined to intervene and separate the two sides – either because they felt they were not numerically strong enough or because they did not wish to get caught up in the middle of a sectarian fight, in the darkness, with shots being fired by both sides.

Работавшая медсестрой-волонтёром Лиз Маски говорила, что Шорт-Стрэнд в ту ночь был окружён лоялистами, которые грозились напасть на её автомобиль, если она попытается выехать из зоны перестрелки. Через 5 часов, когда наступил рассвет, лоялисты отступили. По словам Билли Макки, ирландцы-католики сделали около 800 выстрелов за всю битву

### Потери
Жертвами перестрелки стали трое человек, более 26 были ранены — среди них был и Билли Макки, в которого попали пять раз. Погибшие:
- Роберт Нил (38 лет, протестант)[19], погиб мгновенно после попадания пули, выпущенной стрелком около церкви и срикошетившей от мостовой ему в спину[1].
- Джеймс Маккёрри (34 года, протестант), убит на Бичфилд-стрит[19].
- Генри Макилон (33 года, католик), участник обороны Шорт-Стрэнд[5][9]; попал под огонь со стороны своих[7][19] и умер 29 июня. Макки утверждал, что его застрелили лоялисты[1][5]. В официальном документе ИРА Tírghrá (список погибших) Макилон значится как доброволец, но с оговоркой, что он не был членом ИРА и был включён туда за оказанную помощь ирландцам в Шорт-Стрэнде[7].

## Последствия
Республиканцы и лоялисты не пришли к единому мнению о том, кто открыл огонь первым. Республиканцы сваливают вину на лоялистов, пришедших с марша Оранжевого ордена, попытавшихся сжечь церковь, захватить Шорт-Стрэнд и сжечь дома католиков, выгнав их хозяев на улицу. Вследствие этого республиканцы считают, что они именно защищались от лоялистов Лоялисты обвиняют в случившемся республиканцев, поскольку те напали на участников парада ещё на Ньютаунардс-роуд и спровоцировали их, заманив в тщательно подготовленную ловушку. На следующий день с верфи Harland and Wolff были уволены сразу 500 католических рабочих по требованию лоялистов, а в тот же день представитель британского правительства в североирландском парламенте официально заявил, что проводить марш Оранжевого ордена в этот день было крупнейшей ошибкой властей на его памяти.
Католики и националисты считают, что ИРА не справилась со своей миссией по защите католического населения в августе 1969 года, но своим участием в обороне Шорт-Стрэнда смогла реабилитироваться в глазах подавляющего большинства католической общины. Ещё до перестрелки ИРА хотела доказать, что может помочь католикам в случае возникновения малейшей угрозы, и это можно было сделать, только прорвавшись через плотные ряды британских войск, патрулировавших Белфаст. Республиканцы расценивают эту битву как ключевой момент в развитии «временного» крыла ИРА. Уже менее чем через неделю британские войска в ходе трёхдневной операции конфисковали тайник оружия «официального» крыла ИРА, что националисты расценили как попытку лишить их права на самооборону.